# Liste der Monuments historiques in Nouvion-sur-Meuse
Die Liste der Monuments historiques in Nouvion-sur-Meuse führt die Monuments historiques in der französischen Gemeinde Nouvion-sur-Meuse auf.

## Liste der Immobilien
| Bezeichnung       | Beschreibung            | Standort                           | Kennzeichnung | Schutzstatus | Datum | Bild           |
| ----------------- | ----------------------- | ---------------------------------- | ------------- | ------------ | ----- | -------------- |
| Kirche Notre-Dame | aus dem 16. Jahrhundert | Place Jean-Baptiste Clément (Lage) | PA00078478    | Inscrit      | 1972  | weitere Bilder |

## Liste der Objekte
| Bezeichnung                              | Beschreibung | Standort                        | Kennzeichnung | Schutzstatus | Datum | Bild |
| ---------------------------------------- | --- | ------------------------------- | ------------- | ------------ | ----- | ---- |
| Kreuzigungsgruppe                        | Holz, farbig gefasst, 16. Jahrhundert                                                                                                  | in der Kirche Notre-Dame (Lage) | PM08000367    | Classé       | 1911  |      |
| Adlerpult                                | Holz, 16. Jahrhundert | in der Kirche Notre-Dame (Lage) | PM08000368    | Classé       | 1911  |      |
| Taufbecken                               | Stein, 11. Jahrhundert | in der Kirche Notre-Dame (Lage) | PM08000364    | Classé       | 1911  |      |
| Chorgestühl                              | Eichenholz, 18. Jahrhundert | in der Kirche Notre-Dame (Lage) | PM08000748    | Inscrit      | 1972  |      |
| Marienaltar                              | rechter Seitenaltar; Altartisch und Retabel; Kalkstein, Marmor, 18. Jahrhundert                                                        | in der Kirche Notre-Dame (Lage) | PM08000750    | Inscrit      | 1972  |      |
| Relief Ein Pelikan füttert seine Jungen  | Holz, vergoldet, 18. Jahrhundert | in der Kirche Notre-Dame (Lage) | PM08000369    | Classé       | 1966  |      |
| Relief Wurzel Jesse                      | Holz, 16. Jahrhundert | in der Kirche Notre-Dame (Lage) | PM08000366    | Classé       | 1911  |      |
| Zwei Wandkonsolen                        | Holz, bemalt, 18. Jahrhundert | in der Kirche Notre-Dame (Lage) | PM08000370    | Classé       | 1973  |      |
| Hauptaltar                               | Altartisch, Tabernakel, Retabel und Gemälde Mariä Himmelfahrt; Marmor, Kupfer, versilbert, sowie Ölfarbe auf Leinwand, 18. Jahrhundert | in der Kirche Notre-Dame (Lage) | PM08000371    | Classé       | 1973  |      |
| Retabel mit Szenen aus dem Leben Christi | Holz, farbig gefasst, 16. Jahrhundert                                                                                                  | in der Kirche Notre-Dame (Lage) | PM08000363    | Classé       | 1908  |      |
| Relief Kreuztragung                      | Holz, Anfang des 16. Jahrhunderts | in der Kirche Notre-Dame (Lage) | PM08000365    | Classé       | 1911  |      |
| Germana-Cousin-Altar                     | linker Seitenaltar; Altartisch und Retabel; Kalkstein, Marmor, 18. Jahrhundert                                                         | in der Kirche Notre-Dame (Lage) | PM08000749    | Inscrit      | 1972  |      |